# Cheljulja
Cheljulja (russisch Хелю́ля; finnisch Helylä) ist eine Siedlung städtischen Typs in der Republik Karelien in Russland mit 2793 Einwohnern (Stand 14. Oktober 2010).

## Geographie

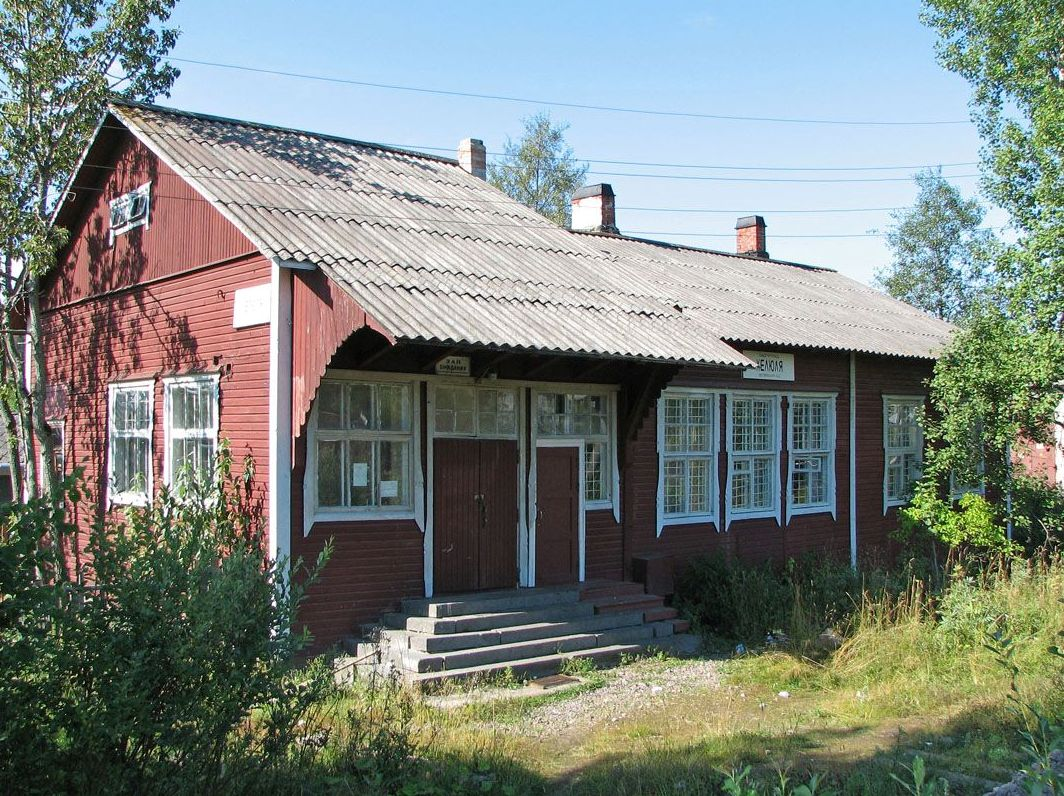
Bahnhof Cheljulja

Der Ort liegt knapp 200 km Luftlinie westlich der Republikhauptstadt Petrosawodsk und 30 km entfernt von der Staatsgrenze zu Finnland. Durch die Siedlung fließt der Tochmajoki, der sich am östlichen Ortsrand mit dem Cheljuljajoki (Helyläjoki) vereinigt etwa 5 km östlich in das nördliche Ende des Ladogasees mündet.
Cheljulja gehört zum Rajon Sortawalski und zur Stadtgemeinde Sortawalskoje gorodskoje posselenije. Es befindet sich etwa fünf Kilometer nordnordwestlich der Ortsmitte des Rajonverwaltungszentrums und Gemeindesitzes Sortawala.

## Geschichte
Der Ort wurde erstmals im Jahr 1500 erwähnt, gehörte dann zum Königreich Schweden und in Folge des Friedens von Nystad ab 1721 wieder zum Russischen Kaiserreich. Von 1769 bis zur Mitte des 19. Jahrhunderts spielte Cheljulja eine Rolle bei der Verschiffung von Marmor aus den etwa 30 Kilometer entfernten Steinbrüchen von Ruskeala. 1811 wurde Cheljulja dem seit 1809 zum Russischen Kaiserreich gehörigen Großfürstentum Finnland zugeordnet.
Größere wirtschaftliche Bedeutung erhielt der Ort mit der Errichtung einer Möbel- und Holzverarbeitungsfabrik mit Sägewerk 1915/1916. 1917 kam Cheljulja zum unabhängig gewordenen Finnland, 1940 in Folge des Winterkrieges wieder zur Sowjetunion. Nach Beginn des Deutsch-Sowjetischen Krieges wurde es im Rahmen des finnisch-sowjetischen Fortsetzungskrieges von 1941 bis September 1944 wieder durch Finnland besetzt.
Die Fabrik in Cheljulja wurde, 1958 vereinigt mit dem Werk in Sortawala, wichtigster Hersteller für Langlaufski in der Sowjetunion. 1972 erhielt Cheljulja den Status einer Siedlung städtischen Typs.
Mit der Verwaltungsreform in den 2000er Jahren wurde Cheljulja Sitz einer Stadtgemeinde (Cheljulskoje gorodskoje posselenije), zu der außerdem das südöstlich der Siedlung, näher zum Cheljuljajoki, gelegene Dorf Cheljulja und die einige Kilometer nördlich gelegene Siedlung (possjolok) Rautakangas gehörten. Die Gemeinde wurde im Juli 2020 aufgelöst und ging in der Stadtgemeinde Sortawala auf.

### Bevölkerungsentwicklung
| Jahr | Einwohner |
| ---- | --------- |
| 1959 | 5353      |
| 1979 | 3231      |
| 1989 | 3727      |
| 2002 | 3166      |
| 2010 | 2793      |

Anmerkung: Volkszählungsdaten

## Verkehr
Cheljulja besitzt einen Bahnhof bei Kilometer 264 der Strecke Sankt Petersburg – Petrosawodsk. Durch die Siedlung verläuft die föderale Fernstraße A121 Sortawala, die ebenfalls von Sankt Petersburg nordwestlich um den Ladogasee führt und in Prjascha unweit von Petrosawodsk endet.
Am südlichen Ortsrand befindet sich der kleine Flughafen Sortawala (ICAO-Code ULPW), der gegenwärtig (Stand 2020) nicht in Betrieb ist.